# Safari (U-Boot)
HMS Safari (Kennung: P211) war ein U-Boot der britischen Royal Navy im Zweiten Weltkrieg.

## Geschichte
siehe: Geschichte der Seraph-Klasse und detaillierte Geschichte der S-Klasse
Die Safari war ein U-Boot des dritten Bauloses der erfolgreichen S-Klasse; dieses Baulos wird auch als Seraph-Klasse bezeichnet. Sie wurde am 5. Juni 1940 bei Cammell Laird im nordwestenglischen Birkenhead aufgelegt, lief am 18. November 1941 vom Stapel und wurde von der Royal Navy am 14. März 1942 in Dienst gestellt.
Die Safari wurde im Mittelmeer eingesetzt.
Im Juli und August 1942 versenkte oder beschädigte das U-Boot vor Sardinien vier italienische Transportschiffe:
| - 12. Juli   | Regia Marina | Segelschiff  | Adda    | (792 BRT)  | vor Orosei     |                  |
| - 15. Juli   | Regia Marina | Frachtschiff | Tigrai  | (1302 BRT) | vor Orosei     | (nur beschädigt) |
| - 17. August | Regia Marina | Segelschiff  | Ausonia | (218 BRT)  | vor Orosei     |                  |
| - 18. August | Regia Marina | Frachtschiff | Perseo  | (5225 BRT) | vor Serpentara |                  |

Anfang Oktober 1942 patrouillierte die Safari in der Adria. Am 2. Oktober griff sie vor dem kroatischen Hafen Korčula bei 42° 56′ N, 17° 17′ O das italienische Transportschiff Veglia (896 BRT) mit Torpedos und Artillerie an. Das ehemalige jugoslawische Schiff (Kosovo) konnte trotz der schweren Schäden gerettet werden, wurde aber später zum Totalverlust erklärt. Am 5. Oktober torpedierte und beschädigte die Safari südlich des kroatischen Hafens Sebenik bei 43° 38′ N, 15° 52′ O das italienische Frachtschiff Eneo (545 BRT).
Am 20. Oktober versenkte die Safari vor der tunesischen Küste bei 34° 45′ N, 12° 31′ O das italienische Transportschiff Titania (5397 BRT) mit Torpedos. Die Titania war schon einen Tag zuvor von dem britischen U-Boot Unbroken torpediert und beschädigt worden und befand sich während des Angriffes im Schlepptau des italienischen Zerstörers Ascari.
Im November und Dezember 1942 wurden vor der nordafrikanischen Küste sechs italienische und deutsche Transportschiffe versenkt:
| - 13. November | Regia Marina | Frachtschiff | Bice             | (269 BRT)  | südlich von Sousse (Tunesien)                |
| - 16. November | Kriegsmarine | Frachtschiff | Hans Arp         | (2645 BRT) | vor Libyen bei 30° 28′ N, 18° 48′ O          |
| - 17. November | Kriegsmarine | Leichter     | F 346            | (220 BRT)  | vor Misratah (Libyen)                        |
| - 18. Dezember | Regia Marina | Segelschiff  | Eufrasia         | (49 BRT)   | vor Hammamet (Tunesien)                      |
| - 27. Dezember | Regia Marina | Segelschiff  | Eleonora Rosa    | (54 BRT)   | südlich von Sousse                           |
| - 29. Dezember | Regia Marina | Frachtschiff | Torquato Gennari | (1012 BRT) | vor Sfax (Tunesien) bei 34° 20′ N, 10° 49′ O |

Im selben Zeitraum wurden auch zwei italienische Hilfkriegsschiffe versenkt. Am 20. Dezember torpedierte die Safari vor Hammamet bei 36° 4′ N, 10° 30′ O das italienische Patrouillenboot Constantina (345 BRT). Die italienische Einheit wurde schwer beschädigt und später aufgegeben. Am 21. Dezember versenkte das U-Boot ebenfalls vor Hammamet den Hilfsminensucher Rosina S. (297 BRT).
Am 30. Januar 1943 versenkte die Safari vor Scalea die italienischen Schiffe Aniello (77 BRT) und Gemma (67 BRT) mit dem Deckgeschütz. Drei Tage später entdeckte das U-Boot vor Capri einen italienischen Geleitzug. Am 2. Februar versenkte die Safari bei 40° 35′ N, 14° 29′ O die italienischen Transportschiffe Valsavoia (5733 BRT) und Salemi (1176 BRT) mit Torpedos.
Zwischen dem 9. März und dem 9. April 1943 versenkte die Safari vor den italienischen Küsten mehrere kleinere Einheiten mit dem Bordgeschütz:
| - 9. März  | Regia Marina | Segelschiff       | Stefano M.               | (69 BRT)  | vor San Vito Lo Capo (Sizilien) |
| - 3. April | Regia Marina | Fischereifahrzeug | Nasello                  | (314 BRT) | vor Orosei                      |
| - 3. April | Regia Marina | Fischereifahrzeug | S. Francisco di Paola A. | (77 BRT)  | vor Orosei                      |
| - 9. April | Regia Marina | Hilfsminensucher  | Bella Italia             | (117 BRT) | vor Sardinien                   |

Außerdem wurde am 6. April vor Cagliari ein Torpedoangriff auf das italienische Handelsschiff Cap Figalo (2811 BRT) versucht. Alle drei Torpedos verfehlten ihr Ziel.
Am 10. April konnte bei Sardinien erneut ein italienischer Geleitzug aufgeklärt werden. Das britische U-Boot torpedierte und versenkte die Frachtschiff Loredan (1355 BRT), Entella (2691 BRT) und Isonzo (3363 BRT).
Vom Mai bis zum Juli 1943 wurden elf weitere Schiffe der Achse versenkt und ein weiteres beschädigt:
| - 2. Mai   | Regia Marina | Frachtschiff     | Sogliola        | (307 BRT)  | vor Asinara (bei Sardinien)                |                  |
| - 6. Mai   | Regia Marina | Hilfsminensucher | Onda            | (98 BRT)   | vor Asianara                               |                  |
| - 8. Mai   | Regia Marina | Frachter         | Peppino Palomba | (2034 BRT) | vor Porto Torres (Sardinien)               |                  |
| - 8. Mai   | Regia Marina | Frachter         | Liv             | (3068 BRT) | vor Porto Torres                           | (nur beschädigt) |
| - 10. Juni | Kriegsmarine | Frachter         | KT-12           | (834 BRT)  | vor Orosei                                 |                  |
| - 18. Juli | Regia Marina | Hilfsminensucher | Amalia          | (101 BRT)  | bei Sardinien                              |                  |
| - 19. Juli | Kriegsmarine | Leichter         | Maria Paula     |            | vor Korsika                                |                  |
| - 19. Juli | Regia Marina | bewaffnete Yacht | Margherita      | (88 BRT)   | vor Korsika                                |                  |
| - 20. Juli | Regia Marina | Lotsenboot       | Silvio Onorato  | (208 BRT)  | östlich von Korsika                        |                  |
| - 22. Juli | Regia Marina | Minenleger       | Durazzo         | (530 ts)   | östlich von Korsika                        |                  |
| - 25. Juli | Regia Marina | Hilfsminensucher | La Coubre       | (120 BRT)  | westlich von Elba bei 42° 42′ N, 10° 30′ O |                  |

Im Rahmen der als Operation Pedestal bezeichneten Geleitzugschlacht beschädigte die Safari am 13. August 1943 die italienischen Kreuzer Bolzano und Attendolo.
Die Safari wurde am 7. Januar 1946 an J. Cashmore als Schrott verkauft. Beim Transport zur Verschrottung sank das U-Boot am 8. Januar 1946 südöstlich von Portland.